# Коварик, Изидор
Изидор Коварик (словац. Izidor Kovárik, 29 марта 1917, Копчаны — 11 июля 1944, у Зволена) — лётчик-ас Словацких воздушных сил, одержал 28 воздушных побед. На Восточном фронте сбил 7 ЛаГГ-3, 7 И-16, 6 Як-1, 2 И-153, 2 МиГ-3, 2 Ил-2, 1 ДБ-3. Награждён рядом медалей — немецких и словацких. Погиб в авиакатастрофе.